# 倉敷地区

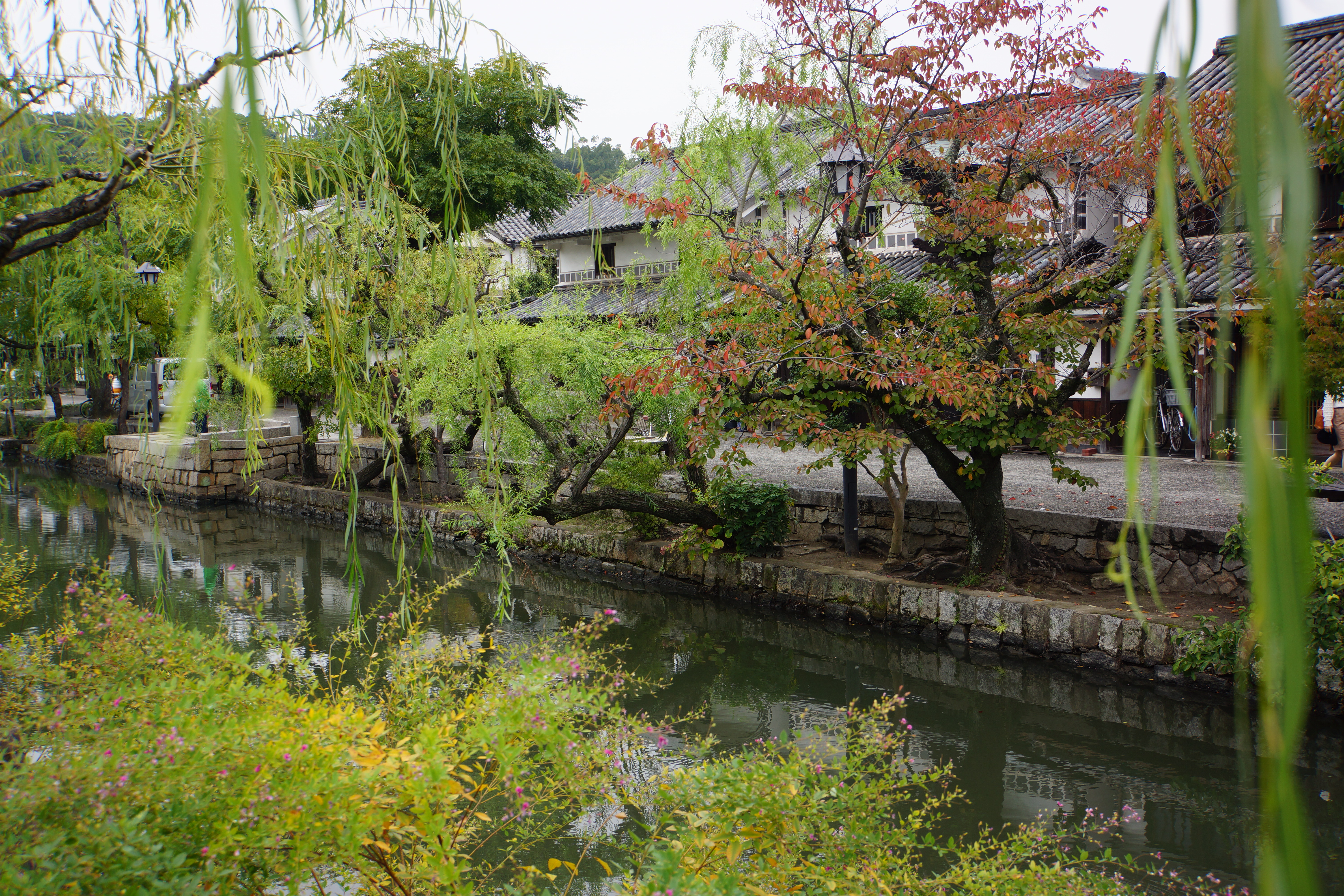

倉敷地区（くらしきちく）は、岡山県倉敷市倉敷地域にある地区である。同市の中心市街地にあたり、ほとんどが近世に窪屋郡倉敷村であった地域である。狭義の倉敷、元来の倉敷の範囲にあたる。美観地区は、かつて当地の中枢地であった。江戸時代には、倉敷代官所が置かれ陣屋町となり、また阿智神社他の寺社の門前町、倉敷川の水運を利用した川港町、さらに商家町などの側面を持ち、繁栄をした。

## 概要
当地は、倉敷市が中心市街地活性化基本計画によって策定したエリアであり、大半がかつて江戸時代に倉敷村であった地域である。つまり古くから「倉敷」と呼称されていた、元来の倉敷の範囲のことである。市立倉敷西小学校区および同倉敷東小学校区から新田地区を除いたエリアを範囲とする。一部隣接地区も含む（川西町・稲荷町など）。
エリア中央部に鶴形山という標高50メートルほどの独立丘を配し、北側には倉敷駅、南には加須山丘陵の北部があり、また鶴形山西南を起点に倉敷川が南流する。
北東に位置する美和・幸町・昭和は旧万寿村、北端に位置する倉敷駅北口周辺は旧老松村・万寿村であるが、区画整理や市街化により当地と一体化した。なお、倉敷市基本計画の中心市街地には中央一〜二丁目は北部のみ範囲に含まれているが、説明の都合上、中央一〜二丁目南部も含めて説明する。また中央の西隣の船倉町・向山も全計画の市街地範囲外であるが、歴史的にも繋がりが深く、また学区も同じとなっていることから、当ページに含めて説明する。
江戸時代の元和年間および慶応年間に干拓して新たに新田を開発するが、それ以前に倉敷村であった地区が当地の大半の部分である。
倉敷村は古くは、「倉」は蔵、「敷」は鋪や子城などとも表記され、備中国窪屋郡に属した。加須山丘陵から鶴形山に至る地は、中世後期までは島であり、鶴島・鶴形島・内倉島・亀居島・丸亀島・亀島・賀洲などの呼称がされた。倉敷は鶴形山麓から加須山丘陵北麓に至る平地に出来た港町であった。もとは漁村であったが、しだいに商港として繁栄するようになる。特に江戸時代に入ると倉敷はめざましい発展を遂げる。周辺の天領を管轄する倉敷代官所が倉敷湊の町内に設置され（現在の本町、倉敷アイビースクエアの敷地）、備中南部から小豆島や塩飽諸島に至る広範囲の政治・経済・文化の中枢として賑わいを見せ、多くの豪商が生まれた。
倉敷の地名は、領地の年貢米の集積地である倉敷地に由来するとされ、古くは周辺の万寿荘などの荘園の米の集積地であったといわれる。前述のように近世になると、周辺の天領の年貢米の集積地として、また備中松山の管轄時代は、松山への物資の中継拠点として繁栄した。

## 歴史

### 中世以前
倉敷のある島の周囲は、吉備の穴海の西部にあたる阿知の海と呼ばれる海域であり、当時の高梁川の河口部であった。古代には、備中国窪屋郡阿智郷の一部であったと推定される。
古くから瀬戸内海運の需要拠点であり、鶴形山に鎮座する古社・阿智神社は宗像神を祀り航海安全を御利益としていたことからもそれがうかがえる。早い時代から加子浦に指定され、文禄・慶長の役には加子役銀を上納した。なお近世初頭の島原の乱では浦手御用をつとめた。
中世後期頃には高梁川の沖積作用により、倉敷周辺の海は干潮時に干潟が広がっていたといわれ、天正13年に宇喜多秀家の命により家臣の岡利勝が指揮をし一帯に堤防を築堤、大規模な干拓事業により倉敷は陸続きとなると同時に、現在の倉敷市街地北部一帯の平野部が生まれた。同時に高梁川と海域を繋ぐ汐入の運河として倉敷川が掘削され、内陸港として新たに倉敷は機能することとなった。
永禄9年6月21日からの新見荘庄使入足日記に、同29日のこととして「くらしき」から塩飽まで船賃150文との文章が記され、この頃にはすでに瀬戸内航路の基幹港としても機能していた。また天正8年と推定される4月12日の小早川隆景書状に「蔵敷在番之儀」とあり、毛利方の居城（倉敷城）が構えられていた。

### 近世
関ヶ原の戦い後、倉敷村は江戸幕府直轄領（天領）となり、備中松山城に置かれた代官所の管轄するところとなる。慶長6年の小堀代官検地によれば、石高619石余り、本山畑8丁反余りで合畝65町4反余りであった。また松山代官所は、高梁川の水運を利用し、高梁川河口付近に位置した倉敷湊を年貢米をはじめとする物資の集散地として活用、倉敷村は重要拠点として栄える。慶長19年に倉敷に陣屋（出張所的なもの）を設け、大坂冬の陣の兵糧積出しが行われた。
延宝5年の倉敷全図によると、町割は、本町筋 長六町、中船元町 長二町、土手町 長一町半、井上町 長二町半、新町 長二町、船場町 長二町、向船場町 長四町、弓場町 長二町となっており、家数は364軒（うち本百姓194軒）であった。
元和元年、松山城は幕府代官所から大名居城に移管され、鳥取より池田氏が入封する。それに伴い倉敷村は備中松山藩の領分となる。同5年の名寄帳では村内は5組に分かれており、併せて石高618石余り、田6町4反余り、畑31町1反余りとされている。また、同年には倉敷村南沖合を干拓し、倉敷新田（後に古新田へ改称。己未新田とも。現在の倉敷市新田の北部）を造成。同8年にはその新田の南沖合をさらに干拓、後新田（辰新田とも。現在の倉敷市新田南部）を開発した。両新田ともそれぞれ倉敷村の枝村となっている。寛永19年の年貢割付では本田（枝村の新田に対し、倉敷村本村の田）619石余り、古新田144石余り、後新田621石余りとされている。
なお同年には、松山藩主の池田氏が2代目で廃絶したため除封となり、新たに成羽より水谷氏が入封する。これを機に倉敷村は再び江戸幕府の直轄領になり、代官として米倉平太夫重種が支配した。幕府領に戻った後、村内に代官出張所的な屋敷がつくられたといわれる。
承応4年、後新田東側の備前岡山藩領との入会草野を干拓、未新田（未辰新田とも。現在の倉敷市新田東部）を開発し、枝村とした。石高は407石余りであった。
天和3年以降は、倉敷村および枝村の新田の領地はめまぐるしく変化する。同3年に庭瀬藩、元禄10年には丹波亀山藩、同16年には再度幕府領（倉敷支配所）、宝永7年には駿河田中藩領、享保6年以降は再び幕府領（倉敷支配所）となり、以降は一貫して幕府領として幕末を迎える。なお歴代藩主とも幕府中枢に位置する立場であったことが共通し、各藩の領地となっている間も倉敷村（および周辺地）を幕府預かり地というような形で事実上の幕府代官支配が存続していたといわれる。
天和4年の五人組帳では町方と在方に分かれており、町内に本家117人・店借5,021人、向屋敷は本家5人、新田は本家10人・店借56人とある。
延享3年になると、倉敷村内に倉敷代官所が設置（現在の本町、倉敷アイビースクエアの敷地）され、その規模を拡大した。延宝9年の倉敷村御取ヶ付では、倉敷村は新田と併せて1,807石余りとある。のちに小開発も行われている。
元禄8年の倉敷町委細帳によると四方10箇所に木戸が置かれ、町口7箇所に番家があった。毎月３・8日の六歳市が立ち、特に7月8・13日、12月23・28日は大規模で、近辺5里10里より大勢が集まり、盆・正月用の商いが行われた。竈数912、家数598、うち本百姓108・借屋水呑など797・庄屋1、人数3,874、牛113・馬12、船41、樋79、石橋40、板橋4、土橋3の記録がある。
天保5年、当時の倉敷代官・古橋新左衛門が郷学明倫館を開設。慶応2年には、第二騎兵隊脱走兵による倉敷代官所焼き討ち事件（倉敷騒動）が勃発。代官所の一部が消失したため、明倫館を一時代官所として使用した。また同4年1月に岡山藩士の屯所にもなっている。

### 近代
慶応4年、廃藩置県により倉敷県が設置され、倉敷代官所が倉敷県庁となった。倉敷県が周辺と統合されて小田県になる明治4年まで県庁として機能した。
明治9年、枝村の新田村、さらには有城村飛び地・帯高村飛び地・亀山村飛び地を編入する。翌10年、村内に窪屋郡役所が設置される。
同20年には、旧倉敷代官所あとに倉敷紡績が開業する。明治24年には山陽鉄道（現在のJR西日本）および倉敷駅が開業した。以降、紡績業と商業により市街化が進行する。岡山県南西部の中枢都市として、また岡山県第2の都市として、さらには福山と岡山の近接する2大都市の中間地となる要衝としてめざましく発展する。なお同24年6月16日には町制が施行されて倉敷町に改称している。
明治33年に窪屋郡と都宇郡が合併し都窪郡となり、役所が置かれた。
昭和2年に都窪郡倉敷町・万寿村・大高村の3自治体が対等合併し、新・倉敷町を新設。翌3年に市制施行して倉敷市（旧）になり、のち周囲の町村を次第に編入合併していき、昭和42年に倉敷・玉島・児島の3市が合併し、新しい倉敷市を新設し現在に至っている。

## 地域

### 倉敷
当エリアの大部分を占める、かつての倉敷村域にあたる地区。

#### 阿知
一丁目から三丁目からなり、JR倉敷駅南側すぐ、鶴形山の北西に広がる。同市の中心市街地の中枢であり、商店街を形成している。中央部を倉敷駅から南に市道古城池線（通称・中央通り、元町通り）が通る。
昭和47年、栄町・新栄町・元町・浜田町・戎町・宮坂町・旭町・平和町・阿知町などの町区を統合して、阿智神社および阿知の海から命名された。都市計画街路整備に順応し町割りもされ、丁目も設定された。
かつては倉敷で最も活況を呈した商店街を要し、周辺は大変賑わったが、近年は郊外型店舗の隆盛により、空洞化が問題とされている。一方で、それを打破すべく朝市の三斎市などが催され、好評を博している。

#### 鶴形
一丁目と二丁目からなる。倉敷駅南東で、上記阿知の東隣、鶴形山の北鹿にあたる。
倉敷駅前から倉敷中央病院方面へ至る幹線道路を南北に跨ぎ、一丁目と二丁目に区分されている。一丁目には倉敷郵便局などがある。
当地は、阿知から続く市街地の一部として商店が多いほか、企業事業所や官公庁、住宅などが入り交じる地区となっている。

#### 川西町
倉敷中心市街地西部にあたり、老松エリアの東端に位置する。酒津から南流する倉敷用水の西側にある地域であることが地名の由来で、倉敷町施行時に命名された。
北部を東西に国道429号（旧国道2号）が通る。旧国道沿線近くは市街化し、商店などが立地する。中南部は、歓楽街を形成し、風俗店やスナックなどの飲み屋が多い。しかし、近年は歓楽街としては店舗が減少傾向にある。
現在は学区は老松となる。

#### 稲荷町・南町
倉敷中心市街地の南西端に位置し、倉敷用水の西側、前述の川西町の南側にあたる。稲荷町の地名は稲荷神社に由来する。
商店の他に企業も多く、さらに宅地も混在している地域である。
現在、学区は老松となる。

#### 本町・東町周辺

##### 本町
鶴形山の南麓に位置する古くからの商業地区で、かつての倉敷の中枢地。現在は古い町並みが多く残るため、ほぼ全域が美観地区として指定され、町並保存が行われて観光地化しており、観光客向けの商店が多い。
鶴形山に鎮座する阿智神社の表参道口に位置し、元はその門前町であり、さらに旧倉敷代官所の陣屋町であった。また総社方面や鴨方往来（庭瀬往来）を結ぶ総社道や早島方面を結ぶ早島道などの地方の小街道の起点でもり、街道沿いを中心に商家が並んだ。この通り沿いは本町通りと呼ばれ、昭和前期頃まで倉敷の中心市街として繁栄した。
近世初頭にはすでに大地主や豪商などの主力筋がこの地区に集まっていたいわれ、前述の街道沿いの他、当地西部にあたる倉敷川沿い（旧・向市場町）に屋敷を建てた。倉敷川の水運を利用し、米・綿・イグサ・塩など様々な商人が繁栄を築いた。また本町南部には倉敷代官所が設置され、幕府が年貢米の集散地として水運を利用した。倉敷川対岸（西岸）は、現在は中央一丁目の北部にあたり、旧町区では前神町と呼ばれ、東岸の本町の向市場町と同じ様相を呈した。
この倉敷川周辺は、特に本瓦葺きの海鼠壁の土蔵造りで2〜3階建ての大型の町屋が特徴的で、『白壁の町』といわれる倉敷の町並のイメージを代表している。
倉敷川畔に比べると、前述の本町通り周辺は木造の格子窓のある町屋が多く、庶民的な古い家屋が多い。
『百家埼行伝』に金屏風百双の持ち主として載った大島屋彦兵衛の屋敷跡も残存している。
現在、地区南部に倉敷市民会館が建てられている。なお、南部（市民会館周辺）は元は本町ではなかったが、本町の一部となった。

##### 東町
鶴形山の南麓から東麓に位置する。上記本町の東隣にあたり、本町から続く本町筋（早島道）沿いに商家が並び、古くからの本瓦葺きの大きな家屋が今も多く残り、本町などと共に倉敷美観地区を形成している。
帯江地区・豊洲の一大穀倉地帯をひかえ、さらに帯江鉱山の盛業により、江戸時代から明治・大正・昭和戦後まで活気のある繁栄を続けた。
昭和47年の町区改正により、旧万寿村の一部（新屋敷）が東町に加えられている。

#### 中央
一丁目と二丁目からなる。倉敷中心市街地南部にあたり、昭和46年まで新川町・前神町・住吉町・御船町の4町区があった。
倉敷川上流の西岸に位置し、南北に長い。北部は倉敷美観地区の一部となっている。当地南部は倉敷市役所に近い。他にも岡山大学資源植物科学研究所・大原美術館（美観地区内）・倉敷民芸館・倉敷芸文館・倉敷考古館・倉敷市立美術館・倉敷市立中央図書館などが立地しており、倉敷地域の政治・文化の中枢となっている。
また、中心市街地と郊外の中間にあたる地域で、北部は中心市街地から続く町並みを形成するが、南部は郊外型の店舗が多い。
昭和47年1月1日、前述の4町区を統合して「中央」とし、市道古城池線を境に東を一丁目、西を二丁目と定め、住居表示を行った。一丁目は旧前神町全域および旧御船町の東部にあたり、東は倉敷川に沿う。前神町は町制時からこの町名であり、倉敷川が水運に利用されていた頃は、対岸の向市場町（現・本町の一部）とともに問屋・仲買店などが立ち並び、川岸には荷船が多数発着し、周辺の商業中枢地・物資の集散地として大変に賑わった。今も多くの蔵屋敷が多く残る。
その南に続く旧御船町は、江戸時代に代官所の船手屋敷があったところであり、町名もこれに由来する。倉敷川が水運に利用されていた昭和20年代までは、小型の機帆船が川岸の船溜に度々入港していた。しかし同32年に児島湾締切堤防が完成したため、水運機能は廃された。のち、当地にはガス会社や線維化向上などの中小事業所が立地した。
二丁目は、旧新川町および住吉町の各全域と旧御船町の西部にあたる。西側を新田用水が流れる。北側になる旧新川町は、児島湾に通じた倉敷川の水運を良くするため、江戸時代に同川の川上を新田用水まで開削して作って新用水の川筋にできた町並みである。しかし、新川は街路整備時に阿知町裏通りの部分が埋め立てられてしまい、町名にその名残を残していたが、その町名も住所としては表記されなくなってしまった。旧住吉町は、新川町の南側に続き、大半は大正期以降に町並みを形成した。旧御船町西部は、いまも一部に田園が広がるが、徐々に市街化が進行し、宅地や郊外型商店なども多い。

#### 船倉町
倉敷市街地の南部、後述する向山の西麓にあたる地区で、すぐ西を倉敷川が流れ、対岸には中央の旧御船町地区と相対している。
江戸時代、倉敷代官所の支配地から集められた関東蔵米を積み出すための船舶の船蔵があったことが地名の由来である。他にも近世には蔵米の収蔵する蔵屋敷や代官所付帯施設が倉敷川周辺に立ち並んでいた。
文化財・史跡として向山八ツ柄古墳群1〜7号、長蓮寺倉敷代官墓群などがある。
中心市街地と藤戸方面を結ぶ岡山県道22号倉敷玉野線が倉敷川沿いに走る。また、南部を向山山中を抜けて羽島へのびる小町トンネルがある。

#### 向山
倉敷市街地南方、鶴形山の南側にある海抜100メートルほどの丘陵地一帯にあたる。加須山丘陵の北面になり、寿永3年12月には源平藤戸合戦において源範頼の陣地となった高台である。
森林に混じり果樹園となっている部分も多く、また一部は小規模な新興住宅地や中規模の市営住宅、墓地も造成されている。さらに山上は自然公園に仕立てられ向山公園とされている。倉敷ユースホステルや備前焼の窯元も存在する。
地名は、鶴形山のすぐ南にあるため、鶴形山側から見て向かいにある山地であることに由来する。

#### 町区の変遷
平成10年に倉敷市は、昭和10年に設置され、昭和40年代に現在のように変更された旧町区の説明板を、阿知・鶴形・本町・中央地区において当時の町区の位置に設置する事業を行った。旧町区は江戸時代末期における倉敷村の町割を元におおむね定められた。なお、当時の町区は、現在でも地域住民などの間で、通称や小字としても使用されているものも多い。
御船町（みふねちょう）
現在の中央一丁目南部と同二丁目南部にあたる。倉敷川の新前新橋から入船橋の下流までの西岸に沿った南北に長い町区である。
昭和9年には船溜（倉敷港）が設けられており、水運の拠点になった。昭和46年12月に現在の町区に変更された。
住吉町（すみよしちょう）
現在の中央二丁目中部。自然史博物館・岡山大学資源生物化学研究所以南にあたる。
大正期には大原農業研究所および倉敷天文台が建設された。また昭和35年、倉敷市庁舎も置かれた。その場所は現在は倉敷市立美術館となっている。昭和46年12月に現在の町区に変更された。
前神町（まえがみちょう）
現在の中央一丁目中部。倉敷川西岸で、倉敷川に架かる今橋から新前神橋付近まで。
天保12年には村会所が置かれた。近代には昭和7年まで倉敷市庁舎があり、政治の中心地であった。現在の倉敷美観地区の一部で、倉敷川畔重要伝統的建造物群保存地区の一部であり、観光地として古い町並みが並び、観光客が多く訪れる。昭和46年12月に現在の町区に変更された。
新川町（しんかわちょう）
現在の中央一丁目北部・二丁目北部および阿知2丁目南西端の一部が該当する。
天保3年に新田用水と倉敷川を東西に結ぶ水路が新しく造られ、新川と呼んだ。新川水路のほぼ南岸一帯にあたる。現在、新川は埋め立てられている。重要文化財の大橋家住宅が立地する。昭和46年12月に現在の町区に変更された。
向市場町（むかいいちばちょう）
現在の本町ほぼ全域にあたる。南部（市民会館周辺）は元は本町ではなかったが、設置時に本町の一部となった。
倉敷川の東岸で、現白壁通りの北側一帯。名称の由来は、本町には青果市があったが、それに向き合って魚介市があったことに由来。現在の倉敷アイビースクエアが立地する場所に江戸時代には倉敷代官の陣屋（倉敷代官所）が、明治中期には紡績工場（倉敷紡績）が存在した。昭和42年9月に現在の町区に変更された。
平和町（へいわまち）
現在の阿知三丁目西部。おおむね一番街以西、国道429号（旧国道2号）以南および新田用水以東で、三角形の形をした区域。昭和10年の設置時には町名を倉敷としたが、同13年に平和町と改めた。
一番街商店街は当時あった映画館にちなみ、千秋座通りとも呼ばれた。昭和42年9月に現在の町区に変更された。
浜田町（はまだまち）
現在の阿知一丁目東部・阿知二丁目北部の一部、日ノ出一丁目（万寿）の一部。山陽本線寿町踏切から国道429号を挟み、倉敷センター街周辺までの南北に長い区域にあたる。
本町から浜村（現浜町付近）に通じる道（総社道）があり、この地では浜の道や浜之通りとも呼ばれていた。当時の町名に由来。昭和42年9月に現在の町区に変更された。
戎町（えびすまち）
現在の阿知二丁目北部。えびす通り商店街を中心とした区域。鶴形山の西麓にあたる。江戸中期に、すでに夷（戎）町の町名が見られ，また前述の総社道が通ることから浜之通りとも呼ばれた。
明治時代以降、商店街として発展。昭和42年9月に廃止、現在の町区に変更された。
旭町（あさひまち）
現在の鶴形一丁目全域、同2丁目北部の一部、阿知二丁目北西部の一部、幸町南部の一部。倉敷センター街の東から倉敷中央病院の手前までで、現在の鶴形一丁目全区域がほとんどを占める。
かつて岡山県立高等女学校（現青陵高校の前身）や倉敷税務署が立地していた。さらに昭和7年には倉敷市庁舎が現在の倉敷郵便局の位置にあったこともある。昭和42年9月に現在の町区に変更された。
宮坂町（みやさかちょう）
現在の鶴形二丁目のおおむね全域と阿知二丁目西部の一部。鶴形山の北麓から北西麓の一帯にあたる。
かつては「山の後」と呼ばれた。昭和10年の町区設置時に、倉敷尋常高等小学校（現倉敷東小学校）があった関係で、上記旭町の一部と山の後が一緒になり宮坂町となった。
元町（もとまち）
現在の阿知2丁目西部・同3丁目東部。国道429号の南側で倉敷中央通りを中心にその両側に広がる。概ね一番街商店街以西、えびす通り商店街周辺より西。
明治時代の呼称は新町。昭和前期頃は元町筋と呼称した。昭和10年に元町とした。昭和42年9月に現在の町区に変更された。
栄町（さかえまち）
現在の阿知一丁目の西部以外・同三丁目北部の一部・同二丁目北部の一部。倉敷駅前（南口側）一帯。大正9年にこの町名を設定。
かつては駅前には運送会社や倉庫・旅館が立ち並んでいた。その後、飲食店や土産物屋が増加し、映画館も出来、大変賑わった時期もある。昭和42年9月に現在の町区に変更された。

### 美和周辺
当エリア北東の一部で、旧万寿村域であった美和の周辺。当地から、東隣の万寿地区の大島の岡山県道22号線付近の一帯は、官公庁や公的機関・医療機関が多く立地するエリアとなっている。

#### 美和
一丁目と二丁目からなる。鶴形山の東北にあたる。元は万寿村の内で、同村南西端で倉敷村と接する田園地帯であった。
明治期に隣接する倉敷村（倉敷町）の北部に倉敷駅が開業、さらに大正12年に当地に倉敷中央病院が設立されると、駅方面から当地まで次第に市街化が進展。万寿村であるも倉敷町市街地域との関わりが強くなる。
昭和2年4月1日に万寿村は倉敷町へ編入、昭和3年4月1日には旧倉敷市が市制施行すると、美和町の1区が設けられ、のち美和と改称し、北部を一丁目、南部を二丁目に区分した。
当地にはかつては専売公社も立地した。

#### 幸町
当エリアの北東部、前述の美和の北部で、JR山陽本線の南側に位置する。東西に旧国道2号が通過している。
元は旧万寿村の南西端にあたり、国道2号（現国道429号）が開通すると、その沿線を中心に隣接する倉敷町の倉敷駅から続く街路網が整備され、市街化した。それに伴い、万寿村の他地区より、倉敷町の市街地との関わりが深くなる。
昭和2年4月1日の万寿村の倉敷町への編入合併、昭和3年4月1日の旧倉敷市の市制施行を経て、新たに幸町の町名が設定され、現在に至る。
倉敷税務署、県福祉事務所、労働会館などが立地。また、かつては倉敷職業安定所もあった（現在は移転）。

## 人口・世帯数
平成24年9月末現在。
| 町字       | 世帯数 | 男性人口 | 女性人口 | 総人口 | 備考 |
| ---------- | ------ | -------- | -------- | ------ | ---- |
| 阿知一丁目 | 88     | 72       | 74       | 146    |      |
| 阿知二丁目 | 258    | 225      | 260      | 485    |      |
| 阿知三丁目 | 281    | 241      | 303      | 544    |      |
| 鶴形一丁目 | 401    | 337      | 438      | 775    |      |
| 鶴形二丁目 | 158    | 146      | 165      | 311    |      |
| 美和一丁目 | 233    | 196      | 239      | 435    |      |
| 美和二丁目 | 178    | 173      | 192      | 365    |      |
| 本町       | 191    | 179      | 202      | 381    |      |
| 東町       | 223    | 212      | 246      | 458    |      |
| 船倉町     | 198    | 192      | 218      | 410    |      |
| 向山       | 162    | 152      | 160      | 312    |      |
| 中央一丁目 | 236    | 196      | 252      | 448    |      |
| 中央二丁目 | 209    | 204      | 234      | 438    |      |
| 昭和三丁目 | 329    | 277      | 341      | 618    |      |
| 幸町       | 731    | 691      | 812      | 1503   |      |
| 寿町       | 144    | 144      | 163      | 307    |      |
| 川西町     | 451    | 369      | 458      | 827    |      |
| 稲荷町     | 456    | 497      | 559      | 1056   |      |
| 南町       | 358    | 335      | 379      | 714    |      |
| 石見町     | 303    | 254      | 293      | 547    |      |
| 合計       | 4828   | 4404     | 5206     | 9610   |      |

## 郵便番号
- 阿知 - 710-0055
- 鶴形 - 710-0056
- 美和 - 710-0052
- 東町 - 710-0053
- 本町 - 710-0054
- 中央 - 710-0046
- 船倉町 - 710-0045
- 向山 - 710-0044
- 川西町 - 710-0821
- 稲荷町 - 710-0822
- 南町 - 710-0823
- 石見町 - 710-0814
- 幸町 - 710-0051

## 学区
小学校
- 倉敷市立倉敷東小学校 - 阿知一丁目・二丁目（旧新川町分・旧阿知町分を除く）・三丁目（旧阿知町分を除く）、昭和二丁目、鶴形一 - 二丁目、本町（旧向市場町分を除く）、幸町、美和一 - 二丁目、東町
- 倉敷市立倉敷西小学校 - 阿知二丁目（旧新川町分・旧阿知町分）・三丁目（旧阿知町分）、本町（旧向市場町分）、中央一 - 二丁目、船倉町、向山
- 倉敷市立老松小学校 - 川西町、稲荷町、南町、日吉町、石見町

中学校区
- 倉敷市立東中学校 - 阿知一丁目・二丁目（旧新川町分・旧阿知町分を除く）・三丁目（旧阿知町分を除く）、昭和二丁目、鶴形一 - 二丁目、本町、幸町、美和一 - 二丁目、東町、中央一 - 二丁目（それぞれ一部除く）、船倉町、向山
- 倉敷市立西中学校 - 阿知二丁目（旧新川町分・旧阿知町分）・三丁目（旧阿知町分）、中央一 - 二丁目（それぞれ一部）、川西町、稲荷町、南町、日吉町、石見町

## 主要施設
教育・保育施設
- 倉敷中央看護専門学校 - 美和
- 山内服飾専門学校 - 美和
- 倉敷ビジネス専門学院 - 美和

公的施設
- 倉敷税務署 - 幸町
- 法務合同庁舎 - 幸町
- 裁判所合同庁舎 - 幸町

医療施設
- 倉敷中央病院 - 美和
- しげい病院 - 幸町

商業施設
- 天満屋 倉敷店 - 阿知